# 松戸インターチェンジ
松戸インターチェンジ（まつどインターチェンジ）は、千葉県松戸市下矢切にある東京外環自動車道のインターチェンジである。
市川市との境界付近に位置し、敷地の一部は市川市に跨っている。
京葉・高谷方面への入口、京葉・高谷方面からの出口のみのハーフICである。
尚、当ICから南方面は市川南ICまで、半地下区間となる。

## 歴史
- 2016年（平成28年）11月9日 : IC名称が「松戸IC」として正式決定[1]。
- 2018年（平成30年）6月2日 : 三郷南IC - 高谷JCT間開通[2]に伴い、供用開始[3]。
- 2025年（令和7年）9月2日：入口料金所がETC専用化（予定）[4]。

## 周辺
- 松戸市立矢切小学校

## 接続する道路
- 直接接続
  - 国道298号
- 間接接続
  - 国道6号
  - 千葉県道1号市川松戸線
  - 松戸市道1001号

## 隣
C3 東京外環自動車道
(82)三郷南IC - (83)松戸IC - 北千葉JCT（事業中） - (85)市川北IC